# Romeo Gnakoya
Romeo Gnakoya es un deportista marfileño que compitió en taekwondo. Ganó dos medallas en el Campeonato Africano de Taekwondo, en los años 2001 Y 2005.

## Palmarés internacional
| Campeonato Africano | Campeonato Africano       | Campeonato Africano | Campeonato Africano |
| Año                 | Lugar                     | Medalla             | Categoría           |
| ------------------- | ------------------------- | ------------------- | ------------------- |
| 2001                | Dakar (Senegal)           | Medalla de bronce   | +84 kg              |
| 2005                | Antananarivo (Madagascar) | Medalla de oro      | –84 kg              |